# كلمنتا بنكني
كلمنتا كارلوس بنكني (30 تموز 1973 – 17 حزيران 2015) (بالإنجليزية: Clementa C. Pinckney) كان عضوا ديمقراطيا في مجلس شيوخ ولاية كارولاينا الجنوبية منذ عام 2000 حتى مقتله. كما كان عضوا في مجلس نواب الولاية ذاتها للفترة من عام 1997 حتى عام 2000.
كما كان قسا في كنيسة إيمانويل الأسقفية الميثودية الأفريقية في تشارلستون، كارولاينا الجنوبية. في 17 حزيران 2015، قتل كلمنتا بنكني في حادثة إطلاق نار أثناء درس مسائي للكتاب المقدس في الكنيسة.